# Eusebio Güell y López
Eusebio Güell y López o en catalán Eusebi Güell i López (diciembre de 1877, Barcelona - 3 de julio de 1955), vizconde de Güell, fue un artista dibujante y escritor, presidió la Conferencia Club y el Real Círculo Artístico de Barcelona. Contrajo matrimonio con Consuelo Jover y Vidal, marquesa de Gelida.

## Obras
Libros y artículos:
- New Basis for the Foundation of Geometry (Manchester, 1900)^
- Considérations sur le concepte de la mode dans l'art (Barcelona, 1903),
- Cassius i Helena (Barcelona, 1903) —con traducción al sueco—
- Espacio, relación y posición (ensayo sobre los fundamentos de la geometría) (Madrid, 1924) * *D'Alphonse XII à Tut-Ank-Ammon (París, 1931).